# Переможное (Одесская область)
Переможное (укр. Переможне) — село, относится к Лиманскому району Одесской области Украины.
Население по переписи 2001 года составляло 445 человек. Почтовый индекс — 67540. Телефонный код — 4855. Занимает площадь 0,46 км². Код КОАТУУ — 5122782606.

## Местный совет
67560, Одесская обл., Лиманский р-н, с. Красносёлка, ул. Набережная, 82